# Ibne Tufail
Abu Becre, Abubacar, Abacar ou Abubequer Maomé ibne Abedal Maleque ibne Tufail Alcaici (em árabe: أبو بكر محمد بن عبد الملك بن محمد بن طفيل القيسي الأندلسي; romaniz.: Abu Bakr Muhammad ibn Abd al-Malik ibn Tufail al-Qaisi; Guadix, Espanha, c. 1100 — Marraquexe, Marrocos, c. 1185), mais conhecido como ibne Tufail, Abubácer ou Abentofail, foi um médico, matemático, astrônomo, filósofo e poeta muçulmano do Alandalus.
Nasceu em Guadix, atualmente na Andaluzia, Espanha, exerceu medicina em Granada e faleceu em Marrocos. Pouco se sabe sobre sua juventude, mas é provável que tenha estudado em Sevilha e em Córdova, dois grandes centros de ensino, dedicando-se às ciências e as letras. Participou da vida cultural, política e religiosa na corte de Granada, onde foi médico e, depois, secretário e vizir. Realizou muitas viagens diplomáticas. Tornou-se secretário do governador de Ceuta e Tânger, Side Abuçaíde. Transferiu-se, mais tarde, para Marraquexe, onde exerceu o cargo de médico do califa almóada Abu Iacube Iúçufe I (r. 1163–1184). Atraiu outros sábios para a corte de Marraquexe, entre eles Averróis, do qual tornou-se protetor. Incentivou Averróis a escrever seus comentários sobre Aristóteles e deixou-lhe, posteriormente, as atribuições de médico da corte.
Foi um neoplatônico.[carece de fontes?] Dos muitos escritos deste sábio, restou somente o romance filosófico Hayy ibn Yaqzan (Vivente, filho do Vigilante), traduzido e publicado em latim por Edward Pococke  em 1671, em Oxford, com o título de Philosophus autodidacticus (O Filósofo Autodidata).

## Biografia
Nasceu no início do século XII, no sul da Península Ibérica, segundo alguns autores em Guadix (atual província de Granada) e segundo outros em Purchena ou em Tíjola (atual província de Almería). Provavelmente estudou medicina e lei islâmica. Foi escrito que ele era um discípulo de Avempace, mas o próprio ibne Tufail negou em uma de suas obras essa suposição. Trabalhou para os irmãos ibne Milhan, governadores independentes da região de Guadix e Baza, e, depois de ingressar no Império Almóada, foi kátib (secretário) dos governadores almóadas de Granada, primeiro, e depois de Ceuta e Tânger.
Sua carreira atingiu o auge quando ele passou ao serviço do sultão almóada: Abu Yaqub Yusuf, como médico e talvez até como vizir. Segundo um cronista, foi ibne Tufail quem atraiu o famoso filósofo Averróis para a corte almóada e o aconselhou a dedicar-se a comentar e transmitir a filosofia de Aristóteles com fidelidade e clareza.
Ibne Tufail acompanhou a corte do sultão por suas várias capitais, passando muito tempo em Sevilha. Em 1182 ele se aposentou devido à sua idade avançada e morreu em Marraquexe quatro anos depois. 

## Tradução da obra
A versão latina veio a público no ano de 1671, editada em Oxford, traduzida por Edward Pococke. Interessou imediatamente o público inglês, a tal ponto que duas outras traduções se sucederam: uma de Ashwell e outra de Georges Keith, esta, mais popular e que serviu como instrumento de devoção para os adeptos da doutrina, que se tomara de aspectos de seita, inclinada ao misticismo. Como as traduções eram ainda tidas como imperfeitas e deficitárias, o professor de árabe de Cambridge, Simon Ockley, em 1708, publicou outra mais sofisticada, com o nome inglês de The improvement of human reason exhibited in the life of Hai ebn Yokdhan, com uma segunda edição em 1731.
Fora da Inglaterra, a edição de Pococke foi vertida para o neerlandês por um desconhecido. Pococke serviu de inspiração, menos servil e mais fiel, para as traduções dos alemães J. Georg Pritius, Der von sich selbst gelehrte Weltweise, publicada em Frankfurt, em 1726. Na Espanha, o texto só apareceu em 1900, traduzido sob a pena de Francisco Boigues Pons, diretamente do árabe, com o nome de El filósofo autodidacto de Abentofáil, apresentado como novela psicológica. A edição espanhola traz um prólogo de Menéndez y Pelayo, editado pela Comas, de Saragoça, é o
quinto tomo da Colección de Estudios Árabes.

## Funcionamento filosófico
Sua filosofia, como quase todo o mundo islâmico, parte do platonismo , mas se adaptando ao misticismo islâmico e, como de costume na filosofia islâmica, combinando as verdades reveladas pela religião com a especulação filosófica. Recebe a influência dos primeiros introdutores do pensamento de Aristóteles na filosofia do Islã: Avicena e Avempace.
Dentre muitas de suas outras obras, as conhecidas são: Expugação de Cafza na África e o romance filosófico Risala Hayy ibn Yaqzan fi asrar al-hikma al-mashriqiyya (Carta de Hayy ibn Yaqzan sobre os segredos da sabedoria oriental), conhecido no Ocidente como O Filósofo Autoditada. Este último é um famoso conto alegórico, que se torna uma parábola da ascensão mística e os caminhos pelos quais a Verdade é alcançada.